# Virginia Cherrill
Virginia Cherrill (Carthage (Illinois), 12 april 1908 – Santa Barbara (Californië), 14 november 1996) was een Amerikaans actrice. Na haar huwelijk met een Britse earl stond Cherrill in de jaren '40 ook bekend als Virginia Child Villiers, Countess of Jersey.

## City Lights
Als jongvolwassene verhuisde Cherrill naar Hollywood, waar ze Charles Chaplin zou hebben ontmoet toen ze naast hem zat tijdens een bokswedstrijd. Volgens Chaplin zelf hadden ze elkaar eerder al ontmoet op een strand, waar Cherrill hem ronduit zou hebben gevraagd wanneer ze voor hem kon komen werken. Chaplin was aanvankelijk sceptisch, maar toen bleek dat ze heel goed in staat was een blind meisje te spelen, castte hij haar voor City Lights. Cherrill was nogal een feestvierder, wat botste met Chaplins perfectionisme. Tijdens het filmen stond hij op het punt om Cherrill te ontslaan en alle scènes opnieuw op te nemen met Georgia Hale als het blinde meisje. Hij had hier echter geen geld voor, waardoor hij de film uiteindelijk toch met Cherrill afmaakte. City Lights werd in 1931 uitgebracht.
Cherrill bleef hierna tot 1936 werkzaam als actrice. Tijdens de première van Blonde Venus (1932), ontmoette ze Cary Grant, met wie ze van 10 februari 1934 tot en met 26 maart 1935 getrouwd zou zijn.
Nadat ze in 1937 voor de derde keer gehuwd was, ditmaal met George Child Villers, Earl of Jersey, stopte ze met acteren. In 1948 trouwde ze met Florian Martini, een Poolse piloot. Ze bleven gehuwd tot haar overlijden op 88-jarige leeftijd.

## Filmografie
- 1931 - City Lights, als A Blind Girl
- 1931 - Girls Demand Excitement, als Joan Madison
- 1931 - The Brat, als Angela
- 1931 - Delicious, als Diana Van Bergh
- 1933 - Fast Workers, als Virginia
- 1933 - The Nuisance, als Miss Rutherford
- 1933 - Charlie Chan's Greatest Case, als Barbara Winterslip
- 1933 - Ladies Must Love, als Society Girl
- 1933 - He Couldn't Take It, als Eleanor Rogers
- 1934 - White Heat, als Lucille Cheney
- 1934 - Money Mad, als Linda
- 1935 - Late Extra, als Janet
- 1935 - What Price Crime, als Sandra Worthington
- 1936 - Troubled Waters, als June Elkhardt

## Weetje
Begin 1941 wilde Cherrill het 320 Dutch Squadron RAF 'adopteren'. Ze stelde voor dat ze de officieren in haar huis in Richmond zou ontvangen. Tot een daadwerkelijke uitvoering van dit idee kwam het waarschijnlijk niet, want ze adopteerde een Pools RAF-squadron, het 315 Polish Fighter Squadron.
- Bibsys: 3119323
- Biblioteca Nacional de España: XX1207086
- Bibliothèque nationale de France: cb14164107s (data)
- Gemeinsame Normdatei: 138614466
- International Standard Name Identifier: 0000 0001 2277 7935
- Library of Congress Control Number: n86041311
- Nationale Bibliotheek van Tsjechië: xx0179744
- Nationale Bibliotheek van Israël: 987007462269705171
- Nederlandse Thesaurus van Auteursnamen: 072013478
- SNAC: w6681z1v
- Système universitaire de documentation: 066965535
- Virtual International Authority File: 28549259
- WorldCat: E39PBJd3J7QKHJfcwWKbFmMByd